# Kościół Matki Bożej Nieustającej Pomocy w Mogilnie
Kościół Matki Bożej Nieustającej Pomocy w Mogilnie – jeden z czterech rzymskokatolickich kościołów parafialnych w mieście Mogilno, w województwie kujawsko-pomorskim. Należy do parafii pod tym samym wezwaniem (dekanat mogileński archidiecezji gnieźnieńskiej).
W dniu 4 grudnia 1988 roku prymas Polski kardynał Józef Glemp wmurował kamień węgielny w mury wznoszonej nowej świątyni. Po zakończeniu budowy kościół został poświęcony w dniu 27 września 1998 roku. Świątynia została konsekrowana przez arcybiskupa Henryka Muszyńskiego w dniu 24 września 2004 roku.